# Guangdong Hengda Volleyball Club
 A equipe de voleibol feminino do Guangdong Hengda Nuzi Paiqiu Dui (Chinês: 廣東恆大女子排球俱樂部 ) é  um time chines de voleibol indoor  da cidade de Guangzhou, fundado em 2009, filiado a Associação Chinesa de Voleibol medalhista de ouro na edição do Campeonato Asiático de Clubes de 2013 no Vietnã.

## Resultados obtidos nas principais competições

### Títulos conquistados
- Campeonato Asiático:2013
- Liga A Chinesa:2011-12
- Liga A Chinesa:2010-11,2012-13
- Liga A Chinesa:2013-14
- Liga B Chinesa:2009-10

## Alcunhas utilizadas
- Guangdong Evergrande (2009-presente)

## Atletas
Atletas nacionais e estrangeiras que vestiram a camisa do clube:
| - Feng Kun - Yang Hao - Zhou Suhong - Yin Yin - Wang Ting - Wang Lina - Fernanda Garay - Tandara Caixeta - Nicole Fawcett - Kim Glass - Logan Tom - Christa Harmotto - Nicole Davis - Megan Hodge - Juliann Faucette - Sonja Newcombe - Katarzyna Skowrońska - Carolina Costagrande - Martina Guiggi - Jovana Brakočević - Sanja Bursać - Wilavan Apinyapong - Nancy Carrillo - Dobriana Rabadžieva - Eva Yaneva - Tatiana Kosheleva |